# Verkiezingen in de Verenigde Staten 2020
Op 3 november 2020 werden verkiezingen georganiseerd in de Verenigde Staten voor verschillende overheden. 
In de presidentsverkiezingen versloeg de Democratische kandidaat en voormalig vicepresident Joe Biden zittend president Donald Trump van de Republikeinse Partij. Na afloop van de verkiezing weigerden Trump en de Republikeinen om hun nederlaag toe te geven. Op 20 januari 2021 legde Biden de eed af als nieuwe president.
In de congresverkiezingen verkregen de Democraten controle over zowel het Huis van Afgevaardigden, waar ze zetels verloren maar hun meerderheid behielden, als de Senaat.
In de staten kozen kiezers 86 van de 99 parlementaire kamers. In 11 staten koos men een gouverneur. Zowel op staatsniveau als op lokaal niveau werden tal van andere mandatarissen gekozen en spraken kiezers zich uit in referenda.
Tijdens de verkiezingscyclus werden de Verenigde Staten getroffen door de coronapandemie, waardoor campagnes werden aangepast en er ongezien veel op voorhand werd gestemd, per post. De opkomst lag daardoor hoger dan in voorgaande jaren.

## Resultaten in kaart

Presidentsverkiezingen
Congresverkiezingen: Senaat
Congresverkiezingen: Huis van Afgevaardigden
Gouverneursverkiezingen